# Chuck Chapman
Pour les articles homonymes, voir Chapman.
Charles Winston « Chuck » Chapman, né le 24 avril 1911, à Vancouver (Canada) et mort le 7 mars 2002, à Victoria (Canada) est un joueur canadien de basket-ball. Il a joué lors des Jeux olympiques de 1936 avec son frère Art.

## Biographie
Il est le frère du basketteur Art Chapman.

## Palmarès
- Finaliste des Jeux olympiques d'été de 1936